# Dynabyte
Dynabyte è stata una software house italiana, specializzata nello sviluppo di videogiochi per computer, attiva tra il 1991/1992 e il 1996.
Assunse un ruolo di primo piano nell'industria videoludica italiana. Pubblicò pochi titoli, per Amiga e PC, ed è ricordata soprattutto per le avventure grafiche Nippon Safes Inc. e The Big Red Adventure, tra le migliori avventure italiane degli anni '90.

## Storia

### Origini
Tra gli iniziatori della Dynabyte ci sono il grafico Massimo Magnasciutti e il programmatore Paolo Costabel, che avevano lavorato insieme a Crimetown Depths, un ambizioso gioco per Amiga che non fu mai completato. Christian Cantamessa era invece un adolescente di Rapallo privo di esperienza nel settore, che aveva un'idea per un'avventura grafica su un ladruncolo, Steve on the Crime Wave. Magnasciutti conobbe Cantamessa quando visitò lo studio grafico del padre di Cantamessa. Così Magnasciutti, Costabel e Cantamessa decisero di lavorare al progetto di quest'ultimo, finanziati dal padre di Cantamessa che contattò anche il conoscente Lovrano Canepa. Altri fondi vennero da Bruno Boz, che all'epoca aveva investito in un progetto di occhiali 3D. Lo sviluppo del programma fu facilitato dal riutilizzo del codice di Crimetown Depths.
Un primo demo, così instabile che venne registrato su VHS per evitare che crashasse, fu presentato all'ECES (European Computer Entertainment Show) di Londra di settembre 1991. Simone Crosignani, allora giornalista di Zzap!, accompagnò gli sviluppatori per presentare la nuova Dynabyte e il loro progetto, che cambiò nome in Steve Sailing on the Crime Wave. Utilizzando altre grafiche di repertorio di Magnasciutti, il gruppo finse anche di avere altri progetti in lavorazione, che vennero poi citati dalla stampa. Con così poco di concreto però non si riuscì ad attirare l'attenzione degli editori stranieri.
Con gli investimenti di Boz, Canepa e Cantamessa padre, si decise di proseguire fondando la società Euclidea s.r.l., con sede a Genova e con Canepa come amministratore delegato; nei primi tempi era Euclidea a supportare il marchio Dynabyte. L'idea iniziale dell'avventura sul ladro venne modificata in un'avventura con tre protagonisti, e il prototipo fece da base per quello che sarebbe poi divenuto Nippon Safes Inc.. Nel frattempo il padre di Cantamessa lasciò la società a causa di divergenze e presto anche il figlio, che d'altronde faceva ancora il liceo, abbandonò. A Costabel e Magnasciutti si unì invece una loro precedente conoscenza, Marco Caprelli, ingaggiato per le musiche.

### Pubblicazioni
Nippon Safes Inc. richiese circa un anno e mezzo di sviluppo, ma fu finalmente il primo titolo realizzato dalla Dynabyte, in originale per Amiga e in conversione per PC (MS-DOS). Secondo il produttore Boz, c'era un accordo con un editore, che però fallì, e la Dynabyte che aveva già pagato di tasca propria la stampa delle copie dovette occuparsi da sola della distribuzione. L'investimento fu grande e rischioso, ma il gioco uscì a novembre 1992 e fu un discreto successo di critica e pubblico. Fu positiva anche l'accoglienza della stampa internazionale, tuttavia non è chiaro se ci fu effettivamente una distribuzione ufficiale del gioco anche all'estero (in Europa).
Per il secondo titolo, Striker: Occulta Lapis del 1993, si collaborò con un gruppo di Palermo, valutando la pubblicazione di un loro prodotto. Si trattava di un fumetto interattivo più che di un gioco, ed ebbe una distribuzione piuttosto limitata.
Secondo Caprelli la squadra Dynabyte era poco soddisfatta dell'organizzazione di Euclidea, così la società venne sciolta per fondare Ludomedia, mantenendo il marchio Dynabyte con un nuovo logo. La nuova impresa aveva diversi soci, tra cui Costabel (legale rappresentate), Boz (amministratore delegato) e Caprelli.
La nuova Dynabyte cercò di differenziare le esperienze e sviluppò Tube Warriors, un picchiaduro a incontri per Amiga 1200, poco riuscito. Secondo Boz non arrivò neppure alla pubblicazione ufficiale, ma su questo ci sono testimonianze contrastanti. Nel 1994 uscì Late Night Sexy TV Show per MS-DOS, un insolito quiz con elementi di simulatore di appuntamenti, apprezzato dalla critica ma venduto poco e solo in italiano. In seguito Dynabyte tornò a sviluppare solo avventure, inoltre Magnasciutti, dichiarando di non trovarsi più bene, lasciò la società.
Il titolo successivo fu The Big Red Adventure (1995), seguito più complesso di Nippon Safes. L'azienda voleva evitare di essere penalizzata nella pubblicazione, com'era avvenuto in precedenza; un demo non giocabile fu presentato all'ECTS (European Computer Trade Show) di Londra del 1994 e stavolta si riuscì ad attirare l'interesse di grandi editori. Infine Costabel finalizzò un accordo con la Core Design per la pubblicazione in Europa; la Core decise tra l'altro il titolo del gioco, che era in precedenza Operation Matrioska. Le vendite furono discrete, 22 000 copie secondo Boz, e The Big Red Adventure rimane uno dei più famosi giochi d'avventura italiani.
Tuttavia Core Design non volle continuare la collaborazione, essendo ormai interessata al solo 3D, mentre la Dynabyte aveva già iniziato un altro progetto 2D. Il titolo successivo è Tequila & Boom Boom, un'avventura con grafica stile cartone animato Disney, realizzata da Alessandro Barbucci scansionando disegni fatti a mano, e con ambientazione western ispirata a Bud Spencer e Terence Hill. Come editore ci si accordò con la SACIS, allora nel gruppo Rai e da poco entrata nel campo videoludico. La SACIS organizzò una sontuosa presentazione alla stampa del nuovo gioco, eppure in seguito perse interesse per motivi sconosciuti. Tequila & Boom Boom uscì a fatica e in ritardo a fine 1996, solo in Italia, vendette molto poco, e fu l'ultimo gioco della Ludomedia/Dynabyte.

### Conclusione e seguito
Altri due titoli erano in sviluppo e facevano originariamente parte degli accordi con SACIS. Era iniziata la lavorazione di Blood & Lace, un'avventura dell'orrore con l'immaginaria figlia di Cagliostro, di nuovo con grafica 2D disegnata stile cartone, e con meccaniche quick time event. Roma, solamente pianificato, sarebbe stato un'avventura in prima persona, stile Myst, nell'antica Roma.
Un altro progetto solamente pianificato era The Killing Tool; l'idea fu presentata alla Sony di Londra, che in seguito approvò il progetto, ma si venne a sapere solo quando la Dynabyte aveva ormai chiuso.
Nel periodo finale Ludomedia sviluppò inoltre almeno un software non propriamente videoludico, Eugenio Montale: la vita, le opere, un CD multimediale con visuale in prima persona e con musiche originali di Paolo Conte, prodotto dalla Provincia di Genova.
Fu proprio la disavventura con la SACIS che portò l'azienda alla crisi e allo scioglimento. Boz voleva staccarsi dalla SACIS mentre Costabel e Caprelli volevano perseverare, e questa frattura portò all'uscita di Boz da Ludomedia. Altri lasciarono l'azienda, tra cui Costabel che ricevette un'offerta per lavorare al film Final Fantasy. Alla fine rimase praticamente solo Caprelli, e Ludomedia chiuse nel 1996.
Nel 1997 il marchio Dynabyte confluì nella società multimediale Virtual Edge p.s.c.a.r.l., guidata da Bruno Boz e formata sostanzialmente dalla famiglia di Boz. Virtual Edge rilevò tutte le attrezzature e il software della Dynabyte e si presentò anche come sviluppatore di giochi. La società rimase operativa per qualche anno, pubblicando prodotti minori per riviste di giochi e mercato educativo, fino a chiudere nel 2000.
Il progetto di Blood & Lace fu invece portato avanti da Caprelli, che ne riprese lo sviluppo per Giunti Editore con una nuova squadra interna, Giunti Multimedia Entertainment (GMM Entertainment). Tuttavia si decise si trasformare il gioco in un 3D simile a Resident Evil, che non aveva nulla del progetto originale Dynabyte a parte la trama. Lo stesso motore grafico venne utilizzato da GMM per il contemporaneo Zero comico. Dopo ben due anni di sviluppo di questa versione, Blood & Lace uscì nel 2001, con scarso successo, e la GMM scomparve poco dopo.
Tra gli ex Dynabyte rimasti nel mondo videoludico, Christian Cantamessa è divenuto un importante designer a Rockstar Games; Caprelli, dopo la Giunti, divenne brand manager per Ubisoft; Costabel è entrato in Sony Santa Monica.

## Videogiochi
| Nome                    | Data di distribuzione | Genere            | Editore           | Piattaforma |
| ----------------------- | --------------------- | ----------------- | ----------------- | ----------- |
| Nippon Safes Inc.       | 1992                  | Avventura grafica | Dynabyte, Editel  | PC, Amiga   |
| Striker: Occulta Lapis  | 1993                  | Visual novel      | 5G Digipublishing | PC          |
| Late Night Sexy TV Show | 1994                  | Quiz              | Dynabyte          | PC          |
| Tube Warriors           | 1994                  | Picchiaduro       | Dynabyte          | Amiga       |
| The Big Red Adventure   | 1995                  | Avventura grafica | Core Design       | PC, Amiga   |
| Tequila & Boom Boom     | 1996                  | Avventura grafica | SACIS             | PC          |

La proprietaria del marchio, Ludomedia, sviluppò almeno un software non videoludico, Eugenio Montale: la vita, le opere (1996/1997).
Dopo l'acquisizione da parte di Virtual Edge, con il marchio Dynabyte vennero prodotti almeno tre giochi sparatutto di scarsa rilevanza, distribuiti dalla Software & Co italiana all'inizio del 1998: Kozmik, Crimson Planet e Last Frontier.